# Atarba (Ischnothrix) mesocera
Atarba (Ischnothrix) mesocera is een tweevleugelige uit de familie steltmuggen (Limoniidae). De soort komt voor in het Neotropisch gebied.